# 磷酸钙
磷酸钙，化学式Ca3(PO4)2，在人的骨骼中普遍存在。

## 性质
磷酸钙是一种白色晶体或无定形粉末，在空气中稳定。难溶于水，易溶于稀盐酸和硝酸，不溶于乙醇和丙酮。有α型和β型两种，β型加热至1180°C时转变为α型磷酸钙，再加热至1430°C则转变为α'型。α型比β型更易溶于柠檬酸。

## 制备
1、由过磷酸钙煅烧，再经脱氟、脱硫处理后冷却、粉碎、筛分至180目，得饲料用磷酸钙。
{\displaystyle {\rm {\ Ca(H_{2}PO_{4})_{2}\cdot H_{2}O\rightarrow Ca(PO_{3})_{2}+3H_{2}O}}}
{\displaystyle {\rm {\ Ca(PO_{3})_{2}+CaSO_{4}\rightarrow Ca_{2}P_{2}O_{7}+SO_{3}}}}
{\displaystyle {\rm {\ Ca_{2}P_{2}O_{7}+CaSO_{4}\rightarrow Ca_{3}(PO_{4})_{2}+SO_{3}}}}
2、磷酸钠溶液在过量氨存在下与适量氯化钙饱和溶液进行反应，沉淀出不溶性的磷酸钙，经过滤、洗涤、干燥，得到磷酸钙成品。
{\displaystyle {\rm {\ 2Na_{3}PO_{4}+3CaCl_{2}\rightarrow Ca_{3}(PO_{4})_{2}+6NaCl}}}
3、饱和石灰乳溶液与热浓磷酸在pH在8.1以上时反应生成磷酸三钙沉淀。
{\displaystyle {\rm {\ 3Ca(OH)_{2}+2H_{3}PO_{4}\rightarrow Ca_{3}(PO_{4})_{2}+6H_{2}O}}}
這是酸鹼中和的反應，放熱。

## 用途
用于制造陶瓷、乳白玻璃、彩色玻璃，用作牙科的粘结剂、塑料稳定剂、制酸剂、磨光粉、糖浆澄清剂、食品添加劑、化学肥料和家禽饲料添加剂等。

### 药用价值
由于人体内的骨骼包括牙齿的钙是以磷酸钙的形式存在，同时摄入足够的磷元素与钙元素对于增加骨质密度和对抗骨质流失是必不可少的。临床实验研究证实磷元素摄入不足会增加骨质吸收以及影响成骨细胞的正常运作   。临床实验证实服用非磷酸钙的钙片会降低磷元素的吸收率  。由于非磷酸钙的钙片需要随餐服用，饮食中摄入的磷元素会被其阻碍而无法吸收，容易导致磷元素摄入不足   。摄入足够的磷元素对于预防骨质疏松和增加骨密度是必不可少的。减肥和饮食不均衡都有可能引起缺磷的情况。对于磷摄入不足的人群，服用非磷酸钙的钙片会加剧缺磷的情况，建议服用磷酸钙的钙片补充钙质    。
磷酸钙的补钙效果优于碳酸钙。临床实验证实磷酸钙在增加股骨总灰重、增强股骨抗拉强度、增加骨质密度(BMD)和骨质含量(BMC)等都比同等用量的碳酸钙有更好更显著的效果   。增加骨质密度(BMD)和骨质含量(BMC)有助预防骨质疏松和对抗骨质流失   。
就增加骨质密度而言，补充磷元素比补充钙元素更关键。研究证实钙元素与磷元素对于增加骨质密度有著不可或缺的关关系。钙与磷的摄入量需要保持一定的比例才有助于增加骨质密度，尤其在出现缺钙或是缺磷的情况时   。补钙不能只单纯地摄入钙质，补充磷元素非常重要。临床实验证实单独增加磷元素的摄入量比单独增加钙元素的摄入量对于增加骨质密度更有效  。 
当磷元素摄入不足，服用非磷酸钙的钙片会进一步影响磷元素的吸收，加剧缺磷导致的骨质流失的情况    。由于非磷酸钙的钙质会干扰饮食中摄入的磷元素的吸收，补充磷酸钙可以避免缺磷导致的骨质流失。磷摄入不足会增加破骨细胞的骨吸收作用以及影响成骨细胞的正常运作  。建议易缺磷人群避免使用碳酸钙或柠檬酸钙等非磷酸钙的钙片补充钙质   。
市售钙片多含钙质与维生素D，依等级可分食品级与药品级，依钙盐成分可分碳酸钙、磷酸钙、柠檬酸钙与醋酸钙，其中“药品级磷酸钙”为最接近骨质钙成分，具有疗效高与副作用低的功效，为搭配骨质疏松药物的首选钙片  。

### 常见钙片成分比较
| 成份                        | 碳酸钙                                                                                     | 磷酸钙                                                                                      | 柠檬酸钙 | 醋酸钙                                                                         |
| --------------------------- | ------------------------------------------------------------------------------------------ | ------------------------------------------------------------------------------------------- | --- | ------------------------------------------------------------------------------ |
| 应用                        | 制酸剂                                                                                     | 预防钙质与维他命D缺乏症 (如骨质疏松症)                                                      | 钙质补充剂及缓解肾性骨发育不全症                                                                               | 肾衰竭末期的高磷酸盐血症                                                       |
| 含钙比重                    | 40%                                                                                        | 39%                                                                                         | 21% | 25%                                                                            |
| 吸收率                      | 24%                                                                                        | 25%                                                                                         | 24% | 30%                                                                            |
| 总吸收率（含钙比重*吸收率） | 10%                                                                                        | 10%                                                                                         | 5% | 8%                                                                             |
| 优点                        | 1.含钙量高 2. 取得容易，为最常见钙质补充剂                                                 | 1.含钙量高 2. 磷酸钙为最接近骨骼的钙质成分 3. 含维生素D3可同 时帮助钙磷吸收 4. 无胀气副作用 | 1. 吸收不受胃酸影响， 胃酸不足、胃绕道手术患者适 2. 含柠檬酸根可降低肾结石的发生 3. 含柠檬酸根，为血清磷结合剂 | 1. 吸收不受胃酸影响， 胃酸不足、胃绕道手术患者适用 2. 含醋酸根，为肠道磷结合剂 |
| 缺点                        | 1. 易产生胀气(CO2) 2. 会中和胃酸，降低钙吸收 3. 老年人、孕妇、胃酸不足，易便祕者不建议使用 | 1. 因制得不易，价格偏高 2. 肾衰竭病患不建议使用                                             | 含钙量低 | 1. 含钙量低 2. 须饭中服用 3. 药物含不良气味                                    |
| 剂型                        | 锭剂、液态胶囊                                                                             | 咀嚼锭                                                                                      | 粉剂 | 锭剂                                                                           |

磷酸钙作为营养补充剂一般用以补钙。除了有补钙的效果以外，磷酸钙亦有以下功效  ：
- 降低总胆固醇含量和低密度脂蛋白(LDL)。胆固醇含量以及低密度脂蛋白(LDL)过高会导致心血管疾病，糖尿病以及高血压。
- 帮助肠胃健康
- 治疗低血钙症
- 治疗骨质疏松症
- 治疗甲状旁腺功能减退症
- 治疗缺乏维生素D症

市面上的大部分钙片的主要成分为碳酸钙。碳酸钙成本低廉，需要随餐服用   ，容易引起不适，常见副作用为便秘，腹腔疼痛，胀气等   。磷酸钙则不会引起的便秘、腹腔疼痛、胀气等副作用  。但有肾脏疾病的人士需谨慎使用  。
孕妇补钙应首选磷酸钙以对抗孕期导致的骨质流失。由于胎儿骨骼的生长发育所需的钙质由母体提供，孕期女性会流失大量骨质 - 。骨质流失会导致孕期女性出现骨质疏松甚至脆弱性骨折  。75%女性在怀孕期间会出现功能性肠胃疾病(FBD)，如便秘、胃胀气、肠易激综合症(IBS)等  。便秘为孕期最常见的肠胃不适症状之一。即使是没有便秘史的女性在孕期出现便秘的机率也会大大增加，而有便秘史的女性孕期便秘的情况往往会更严重 - 。严重便秘可以造成阴部神经损伤和使盆底肌失去支撑能力从而出现尿失禁和阴道松弛弛的情况  。便秘也会增加子宫阴道脱垂的机率  。碳酸钙是最容易引起便秘的钙质来源  。服用碳酸钙产生的二氧化碳（CO2）正是引起便秘、胃胀气等肠胃不适的元凶  。临床实验证实服用碳酸钙会使便秘的机率增加32%  。孕妇应首选磷酸钙的钙片以对抗孕期导致的骨质流失。
每天摄入足量的维他命D3和磷酸钙可以有效降低6%全身骨折以及16%髋部骨折的风险  。摄入800IU以上的维他命D3与1200mg以上有效钙可以有效预防骨折（包括髋部骨折）和降低跌倒的风险。体内维他命D不足会引起继发性甲状旁腺功能亢进，骨质和肌肉组织流失。维他命D对于钙质吸收，骨样组织的矿化，和维持肌肉组织起著关键的作用  。血液中每增加10毫克/毫升维他命D（20OH(D)）含量可以降低7%全身骨折和20%髋部骨折的风险  。美国国家骨质疏松症基金会（NOF）发现磷酸钙与维他命D3的补充剂能减少长者人群15%的全身骨折和30%的髋部骨折风险  。
临床实验建议使用磷酸钙作为骨质疏松症的联合治疗辅助药  。根据骨质疏松药使用指引，所有患者应每日补充1000mg以上有效钙加400-1000IU维他命D。补充磷酸钙加维他命D3，可以避免因服用治疗骨质疏松的药物引起的低血钙症和低磷酸盐血症等副作用，有效增加骨密度，减缓骨质流失的速度。
建议缺钙人群如孕妇、更年期女性、饮食不均衡等人群服用磷酸钙补充钙质 - 。注意每次摄入有效钙不超过500毫克  。
生物材料
磷酸钙可单独或与高分子聚合物(如：聚乙醇酸)一并使用用于替代骨组织以代替自体骨移植     。
Beta-磷酸三钙可做成支架，运用在作用于骨细胞的药物传输  。  
骨质形成和骨再生涉及多种复杂的生物学过程。科学家将多种生物材料应用于体内和体外的许多实验以了解骨质形成和骨再生的过程。在众多生物材料中，天然存在于骨质中的磷酸钙因其优秀的骨再生性质被用于大量研究。磷酸钙可以单独直接或者辅助其他生物材料被用于促进骨质形成和骨再生过程。因此，磷酸钙在许多应用中得到了广泛的应用。因其骨传导以及成骨诱导的作用，磷酸钙已广泛被用于骨再生。钙和磷离子的释放可以激活成骨细胞和破骨细胞的生长，从而促进骨再生。磷酸钙已被用于改善骨再生的方式，如增加骨导电性以促进骨长入，通过离子释放控制增强骨质的骨诱导，以及包埋药物或生长因子。磷酸钙表面性质和孔隙率可以控制和影响细胞和蛋白质的粘附和生长，并促进骨质的形成。磷酸钙以其独特的生物活性和骨再生效果被广泛应用于骨再生，如骨涂层、骨水泥和骨支架等。此外，人们还积极开展了一些研究以提高磷酸钙与各种愈合剂的联合疗效。通过对磷酸钙的性质和研究方向的总结，希望磷酸钙能对骨缺损和骨疾病的临床治疗方法有所贡献  。